# Roland Nilsson
Roland Nilsson (Helsingborg, 27. studenog 1963.) je švedski nogometni trener te bivši nogometaš i nacionalni reprezentativac. Za Švedsku je odigrao 116 utakmica što ga čini trećim švedskim reprezentativcem po broju nastupa za nacionalni sastav (iza Thomasa Ravellija i Andersa Svenssona).
U dugoj igračkoj karijeri, Nilsson je osvojio Kup UEFA dok je sa Švedskom bio brončani na Svjetskom prvenstvu 1994. Nakon povlačenja od aktivnog igranja, Roland je postao nogometni trener te je bio švedski prvak s Malmöm FF.

## Karijera

### Klupska karijera
Nilsson je nogomet počeo igrati u rodnom gradu, u redovima Helsingborgsa gdje je bio desni bek. Brzo je izborio mjesto u prvom sastavu te je imao reputaciju jednog od najboljih mladih švedskih talenata. Zbog odličnih igara, već ga nakon dvije godine kupuje IFK Göteborg.
Unatoč tome što je došao kao pojačanje, Nilsson je prve dvije sezone u novom klubu proveo na klupi. Tek je 1985. postao prvotimac dok je te sezone s Göteborgom stigao do polufinala Europskog kupa. Igrač je nastavio s dobrim rezultatima tako da je IFK Göteborg 1987. osvojio Kup UEFA i nacionalno prvenstvo. Momčad je napustio u prosincu 1989. te se pridružio engleskom Sheffield Wednesdayju. Vrijednost transfera iznosila je 375.000 GBP.
Iako je Wednesday te sezone ispao iz prve lige, Nilsson je odlučio ostati u njemu te su se već nakon godinu dana vratili u viši rang natjecanja. Tijekom pet godina koliko je proveo u klubu, igrač je bio miljenik navijača. I dan-danas ga mnogi navijači smatraju najboljim desnim bekom koji je igrao za klub a vjerojatno i najboljim strancem. To je potvrđeno 2007. godine u anketi koju je proveo internetski sportski portal Vital Football.
U siječnju 1994. Nilssonu je zbog bolesti predloženo da se vrati u domovinu ali ga je menadžer Trevor Francis uvjerio da ostane u klubu do kraja sezone i onda ode. Igrač ga je poslušao te se u ljeto 1994. vratio u Helsingborgs. Zbog dobrih igara ondje, 1996. mu je dodijeljena nagrada Guldbollen za švedskog nogometaša godine kao i nagrada za švedskog braniča godine.
1997. godine kupuje ga Coventry City za 200.000 GBP. Unatoč dobi od 33 godine, Nilsson nije bio najstariji igrač u klubu. Od njega su stariji bili Steve Ogrizovic, Gordon Strachan (oba 40) i Kevin Richardson (35). Nakon dvije sezone igranja, Nilsson se po drugi puta vraća u Helsingborgs da bi sezonu 2001./02. proveo ponovo u Coventryju. Nakon toga Roland se povlači iz aktivnog nogometa da bi se vratio 2004. kao član GAIS-a u kojem je imao funkciju igrača-trenera.

### Reprezentativna karijera
Roland Nilsson je za Švedsku debitirao 1. svibnja 1986. u susretu bez pogodaka protiv Grčke. Za reprezentaciju je nastupio na dva svjetska (1990. i 1994.) i europska (1992. i 2000.) prvenstva. Najveći uspjeh ostvario je na Svjetskom prvenstvu 1994. gdje je Švedska osvojila broncu a Roland je odigrao svih sedam utakmica.

#### Pogoci za reprezentaciju
| #  | Datum            | Mjesto                          | Protivnik        | Rezultat | Natjecanje             |
| -- | ---------------- | ------------------------------- | ---------------- | -------- | ---------------------- |
| 1. | 31. ožujka 1988. | Berlin, Njemačka                | Zapadna Njemačka | 1 : 1    | Kup nacija 1988.       |
| 2. | 10. srpnja 1994. | San Francisco, Kalifornija, SAD | Rumunjska        | 2 : 2    | Svjetsko prvenstvo 94' |

### Trenerska karijera
Nakon što je Coventry City ispao iz Premier lige u svibnju 2001. te poslije loših rezultata u drugoj ligi, klub je napustio tadašnji trener Gordon Strachan. Nilssonu je tada ponuđen ugovor da privremeno vodi momčad kao igrač-trener. Klub mu je to ponudio unatoč tome što dotad nije imao trenerskog iskustva. Zbog pobjeda koje su uslijedile, promijenjen mu je status iz privremenog u stalnog trenera. Coventry je kratko vrijeme na prijelazu u novu godinu bio na vrhu tablice da bi nakon toga rezultati počeli padati. Budući da su navijači kluba zbog toga postali nezadovoljni, Nilsson je objavio da će se krajem sezone igrački umiroviti te se više posvetiti trenerskom poslu. Međutim, nakon što je Coventry ispao u doigravanju za povratak u viši rang, Nilsson je otpušten u travnju 2002. Već sljedeći tjedan zamijenio ga je bivši suigrač Gary McAllister koji je također bio igrač-trener.
Poslije otkaza, Nilsson je kratko razdoblje vodio mlađe uzraste Helsingborgsa da bi 18. prosinca 2003. bio imenovan novim trenerom GAIS-a. S klubom se 2005. uspio vratiti u prvu ligu, po prvi puta nakon šest godina. Tada je u doigravanju za ulazak u viši rang pobijeđena Landskrona BoIS s 2:1.
10. listopada 2007. objavljeno je da je Malmö FF potpisao četverogodišnji ugovor s Rolandom Nilssonom koji je zamijenio Sörena Åkebyja. Taj potez kluba se protumačio kao dosta kontroverzan jer su Malmövi glavni konkurenti IFK Göteborg i Helsingborgs (bivši Nilssonovi klubovi). Međutim, nakon što je trener s klubom 2008. i 2009. bio srednji na tablici, 2010. je ostvario uspjeh, osvojivši s klubom švedsko prvenstvo.
Poslije dugog perioda medijskih glasina, 1. travnja 2011. je objavljeno da Nilsson preuzima danski FC København kao zamjena za Stålea Solbakkena. Klubu se pridružio 1. lipnja ali je 9. siječnja 2012. nakon samo šest mjeseci vođenja kluba i vodstva u Superligi, dobio otkaz. Tada je kao privremeno rješenje odabran sportski direktor Carsten V. Jensen.

## Osvojeni trofeji

### Klupski trofeji
| Klub                | Trofej            | Sezona / godina |
| Švedska             | Švedska           | Švedska         |
| ------------------- | ----------------- | --------------- |
| IFK Göteborg        | Švedsko prvenstvo | 1983.           |
| IFK Göteborg        | Švedsko prvenstvo | 1984.           |
| IFK Göteborg        | Kup UEFA          | 1987.           |
| IFK Göteborg        | Švedsko prvenstvo | 1987.           |
| Engleska            |                   |                 |
| Sheffield Wednesday | Engleski Liga kup | 1991.           |
| Švedska             |                   |                 |
| Helsingborgs        | Švedsko prvenstvo | 1999.           |

### Reprezentativni trofeji
| Turnir                     | Trofej | Godina |
| -------------------------- | ------ | ------ |
| Svjetsko prvenstvo u SAD-u | Bronca | 1994.  |

### Individualni trofeji
| Trofej                | Godina |
| --------------------- | ------ |
| Švedski branič godine | 1996.  |
| Guldbollen            | 1996.  |
| Švedski branič godine | 1999.  |
| Švedski trener godine | 2010.  |

### Trenerski trofeji
| Klub     | Trofej            | Sezona / godina |
| Švedska  | Švedska           | Švedska         |
| -------- | ----------------- | --------------- |
| Malmö FF | Švedsko prvenstvo | 2010.           |

## Vanjske poveznice
- Roland Nilsson - Century of International Appearances
- Weltfussball.de
- Transfermarkt.de